# Sense8
Sense8 ist eine US-amerikanische Fernsehserie der Geschwister Wachowski und J. Michael Straczynskis, die am 5. Juni 2015 weltweit bei Netflix ihre Premiere feierte. Nach Veröffentlichung der 2. Staffel gab Netflix im Juni 2017 die Einstellung der Serie bekannt. Noch im selben Monat wurde jedoch für 2018 ein zweistündiges Serienfinale angekündigt, welches am 8. Juni 2018 weltweit auf Netflix via Streaming veröffentlicht wurde.

## Handlung
Die Geschichte von Sense8 beginnt, als die parapsychische Verbindung von acht Fremden aus verschiedenen Kulturen und Teilen der Welt von einer Frau namens Angelica „geboren“ wird, die sich selbst tötet, um der Gefangennahme durch einen Mann namens „Whispers“ zu entgehen. Die acht entdecken schließlich, dass sie eine Gruppe von der Art Homo sensorium (auch Sensates genannt) bilden: Menschen, die geistig und emotional miteinander verbunden sind, miteinander fühlen und kommunizieren können und ihr Wissen, ihre Sprache und ihre Fähigkeiten teilen. Sie bilden einen Cluster, dessen Mitglieder miteinander Kontakt aufnehmen können, wo auch immer sie sind.
In der ersten Staffel werden die acht Sensorien Capheus, Sun, Nomi, Kala, Riley, Wolfgang, Lito und Will gezeigt, die versuchen, ihren Alltag zu leben und herauszufinden, wie und warum sie miteinander verbunden sind. Unterdessen kommt ein Sensorium namens Jonas, der mit Angelica in Verbindung stand, zu Hilfe, während die Biological Preservation Organization (BPO) und Whispers, ein hochrangiges Sensorium in der BPO, versuchen, sie zu jagen.
In der zweiten Staffel haben sich die acht an ihre Verbindung gewöhnt und helfen sich täglich gegenseitig. Sie erfahren mehr über die Homo sensorium, die Geschichte und Ziele der BPO, die Rolle von Angelica darin, ihre Kräfte und wie man sie vorübergehend aufhebt. Sie treffen auch andere Sensorien, von denen nicht alle freundlich sind. Zur gleichen Zeit versucht Jonas, ihnen zu helfen, nachdem er von Whispers gefangen wurde, der jetzt in ein Katz-und-Maus-Spiel mit Will verwickelt ist, wobei jeder versucht, den anderen auszutricksen.
Im Serienfinale treffen sich der Cluster und die ihm am nächsten stehenden Personen persönlich, um Wolfgang zu retten, der von der BPO gefangen genommen wurde. Zu diesem Zweck hat der Cluster Whispers und Jonas entführt, um sie als Verhandlungs- und Informationsquelle zu nutzen. Die Helden entdecken die persönlichen Beweggründe der beiden Männer und Angelica, treffen potenzielle Verbündete von Sapiens und Sensorien und verhandeln mit dem BPO-Vorsitzenden, der einen globalen Angriff gegen Sensorien und deren Verbündete startet.

## Besetzung und Synchronisation
Die deutsche Synchronisation entsteht nach einem Dialogbuch von Rainer Raschewski und unter der Dialogregie von Raschewski sowie Ursula Hugo bei der Synchronfirma RRP Media in Berlin.
| Rollenname                      | Schauspieler           | Synchronsprecher                 | Hauptrolle (Episode) | Nebenrolle (Episode) |
| ------------------------------- | ---------------------- | -------------------------------- | -------------------- | -------------------- |
| Will Gorski                     | Brian J. Smith         | Leonhard Mahlich                 | 1.01–2.12            |                      |
| Riley "Blue" Gunnarsdóttir      | Tuppence Middleton     | Lydia Morgenstern                | 1.01–2.12            |                      |
| Capheus „Van Damn“ Onyango      | Aml Ameen              | Raúl Richter                     | 1.01–1.12            |                      |
| Capheus „Van Damn“ Onyango      | Toby Onwumere          | Raúl Richter                     | 2.01–2.12            |                      |
| Sun Bak                         | Bae Doona              | Marie Bierstedt                  | 1.01–2.12            |                      |
| Lito Rodríguez                  | Miguel Ángel Silvestre | Jaron Löwenberg                  | 1.01–2.12            |                      |
| Kala Dandekar                   | Tena Desae             | Giuliana Jakobeit                | 1.01–2.12            |                      |
| Wolfgang Bogdanow               | Max Riemelt            | Max Riemelt                      | 1.01–2.12            |                      |
| Nomi Marks                      | Jamie Clayton          | Diana Borgwardt                  | 1.01–2.12            |                      |
| Jonas Maliki                    | Naveen Andrews         | Frank Schaff                     |                      | 1.01–2.12            |
| Milton Bailey „Whispers“ Brandt | Terrence Mann          | Bernd Vollbrecht                 |                      | 1.01–2.12            |
| Angelica „Angel“ Turing         | Daryl Hannah           | Andrea Aust                      |                      | 1.01–2.12            |
| Michael Gorski                  | Joe Pantoliano         | Klaus-Dieter Klebsch             |                      | 1.01–                |
| Amanita „Neets“ Caplan          | Freema Agyeman         | Giovanna Winterfeldt             |                      | 1.01–2.12            |
| Felix Berner                    | Maximilian Mauff       | Maximilian Mauff                 |                      | 1.01–2.12            |
| Steiner                         | Christian Oliver       | Christian Oliver                 |                      | 1.01, 1.07, 1.10     |
| Dr. Metzger                     | Adam Shapiro           | Nils Nelleßen                    |                      | 1.01–                |
| Wolfgangs Vater                 | Bernhard Schütz        | Bernhard Schütz                  |                      | 1.01, 1.08           |
| Wolfgangs Onkel Sergej          | Sylvester Groth        | Sylvester Groth                  |                      | 1.01–                |
| Hernando Fuentes                | Alfonso Herrera        | Jan Makino                       |                      | 1.01–2.12            |
| Daniela Velasquez               | Eréndira Ibarra        | Franca Orlia Lo Rivera (ab 2.01) |                      | 1.01–2.12            |
| Sven                            | Eythor Gunnarsson      | Dennis Schmidt-Foß               |                      | 1.06, 1.07, .1.11    |

## Episodenliste

### Staffel 1
| Nr. (ges.) | Nr. (St.) | Deutscher Titel                                       | Originaltitel                                      | Erstausstrahlung USA | Deutschsprachige Erstausstrahlung (D/A/CH) | Regie          | Drehbuch                            |
| ---------- | --------- | ----------------------------------------------------- | -------------------------------------------------- | -------------------- | ------------------------------------------ | -------------- | ----------------------------------- |
| 1          | 1         | Limbische Resonanz                                    | Limbic Resonance                                   | 5. Juni 2015         | 5. Juni 2015                               | Wachowskis     | Wachowskis & J. Michael Straczynski |
| 2          | 2         | Ich bin auch ein Wir                                  | I Am Also a We                                     | 5. Juni 2015         | 5. Juni 2015                               | Wachowskis     | Wachowskis & J. Michael Straczynski |
| 3          | 3         | Wer Ahnung hat, setzt auf die dünne Schlampe          | Smart Money Is on the Skinny Bitch                 | 5. Juni 2015         | 5. Juni 2015                               | Wachowskis     | Wachowskis & J. Michael Straczynski |
| 4          | 4         | What’s Going On?                                      | What’s Going On?                                   | 5. Juni 2015         | 5. Juni 2015                               | Tom Tykwer     | Wachowskis & J. Michael Straczynski |
| 5          | 5         | Kunst ist wie Religion                                | Art Is Like Religion                               | 5. Juni 2015         | 5. Juni 2015                               | James McTeigue | Wachowskis & J. Michael Straczynski |
| 6          | 6         | Dämonen                                               | Demons                                             | 5. Juni 2015         | 5. Juni 2015                               | Wachowskis     | Wachowskis & J. Michael Straczynski |
| 7          | 7         | WWNDT                                                 | W. W. N. Double D?                                 | 5. Juni 2015         | 5. Juni 2015                               | James McTeigue | Wachowskis & J. Michael Straczynski |
| 8          | 8         | Das Einzige, was zählt, ist der Mut in unseren Herzen | We Will All Be Judged by the Courage of Our Hearts | 5. Juni 2015         | 5. Juni 2015                               | Dan Glass      | Wachowskis & J. Michael Straczynski |
| 9          | 9         | Der Tod lässt keinen Abschied zu                      | Death Doesn’t Let You Say Goodbye                  | 5. Juni 2015         | 5. Juni 2015                               | Wachowskis     | Wachowskis & J. Michael Straczynski |
| 10         | 10        | Was macht den Menschen aus?                           | What Is Human?                                     | 5. Juni 2015         | 5. Juni 2015                               | Wachowskis     | Wachowskis & J. Michael Straczynski |
| 11         | 11        | Gas geben und die Zukunft ändert sich                 | Just Turn the Wheel and the Future Changes         | 5. Juni 2015         | 5. Juni 2015                               | Tom Tykwer     | Wachowskis & J. Michael Straczynski |
| 12         | 12        | Ich kann sie nicht zurücklassen                       | I Can’t Leave Her                                  | 5. Juni 2015         | 5. Juni 2015                               | Wachowskis     | Wachowskis & J. Michael Straczynski |

### Special
| Nr. (ges.) | Nr. (St.) | Deutscher Titel                             | Originaltitel                              | Erstausstrahlung USA | Deutschsprachige Erstausstrahlung (D/A/CH) | Regie          | Drehbuch                                |
| ---------- | --------- | ------------------------------------------- | ------------------------------------------ | -------------------- | ------------------------------------------ | -------------- | --------------------------------------- |
| 13         | 1         | F*cking Frohes Neues Ein Weihnachts-Special | Happy F*cking New Year A Christmas Special | 23. Dez. 2016        | 23. Dez. 2016                              | Lana Wachowski | Lana Wachowski & J. Michael Straczynski |

### Staffel 2
| Nr. (ges.) | Nr. (St.) | Deutscher Titel                                                          | Originaltitel                                                 | Erstausstrahlung USA | Deutschsprachige Erstausstrahlung (D/A/CH) | Regie          | Drehbuch                                           |
| --- | --------- | ------------------------------------------------------------------------ | ------------------------------------------------------------- | -------------------- | ------------------------------------------ | -------------- | -------------------------------------------------- |
| 14 | 2         | Wer bin ich?                                                             | Who Am I?                                                     | 5. Mai 2017          | 5. Mai 2017                                | Lana Wachowski | Lana Wachowski & J. Michael Straczynski            |
| Zwischen Episoden von Heroin-erzeugter Bewusstlosigkeit versucht Will mehr über Whispers und die BPO zu erfahren. Riley kümmert sich um ihn. Capheus wird von der Reporterin Zakia interviewt und die beiden entwickeln eine Zuneigung zueinander. Wolfgang und Felix wird ohne Erklärung ein Nachtclub von einem Mann namens Sebastian Fuchs geschenkt. Litos Karriere flaut nach seinem Outing ab. Nomi und Amanita fahren nach Chicago, um die evolutionäre Herkunft von den Sensates zu erforschen. Sie erfahren von einem theoretischen frühen Humanoiden namens Homo Sensorium, der ähnlich wie die Sensates kommuniziert haben könnte. Sie hören einen Vortrag von Dr. Kolovi, der ein Bild von Whispers erkennt: Ein früherer Student von ihm namens Matheson. Sie besuchen auch Sara Patrells Mutter und erfahren, dass andere Sensates, auch Jonas, Angelica und Whispers, sie nach Saras Verschwinden besucht haben. Riley schafft es Whispers zu überlisten, der nun denkt, dass sie und Will noch immer in Island sind. Sie befinden sich jedoch in Amsterdam. Will erkennt, dass Whispers in London ist und kann ihn besuchen, während dieser einen Chef von BPO, Richard Wilson Croome, trifft.                                                                              |           |                                                                          |                                                               |                      |                                            |                |                                                    |
| 15 | 3         | Obligater Mutualismus                                                    | Obligate Mutualisms                                           | 5. Mai 2017          | 5. Mai 2017                                | Lana Wachowski | Lana Wachowski & J. Michael Straczynski            |
| Will erpresst Croome zu einem persönlichen Treffen. Croome sagt zu, was Whispers verärgert. In Südkorea versuchen Männer, verkleidet als Gefängnis-Wärter, Sun zu ermorden. Sie wird gerettet durch die Mitinhaftierte Min-jung. Angenommen, dass die Männer von ihrem Bruder beauftragt wurden, nutzt sie die Gelegenheit, aus dem Gefängnis mit Min-jung zu fliehen. Lito verliert die Rolle in seinem nächsten großen Film. Felix und Wolfgang besuchen Fuchs’ Loft. Fuchs will, dass sie ihre Verbindungen zur Unterwelt nutzen, um einen Gang-Krieg zu verhindern, der Fuchs’ immenses Geldwäschevorhaben behindern könnte. Wolfgang erfährt, dass Fuchs’ Partner, Lila Facchini, ebenfalls ein Sensate ist. Will trifft Croome, der behauptet, dass es einst BPOs Mission war, die Beziehungen zwischen Sensates und Menschen zu fördern, dass aber nach dem 11. September und dem Krieg gegen Terror die Geheimhaltung und Souveränität essentiell wurde, was bedeutete, dass Sensates als Bedrohung der nationalen Sicherheit galten. Als Zeichen des Wohlwollens gibt Croome Will die Blocker-Pillen, die Whispers auch nutzt. Croome wird von Whispers durch eine lobotomierte Gestalt attackiert und getötet. Da er es nicht schafft, Will zu töten, tötet Whispers die Gestalt. |           |                                                                          |                                                               |                      |                                            |                |                                                    |
| 16 | 4         | Polyphonie                                                               | Polyphony                                                     | 5. Mai 2017          | 5. Mai 2017                                | James McTeigue | Lana Wachowski & J. Michael Straczynski            |
| 17 | 5         | Angst war noch nie ’ne Hilfe                                             | Fear Never Fixed Anything                                     | 5. Mai 2017          | 5. Mai 2017                                | James McTeigue | Lana Wachowski & J. Michael Straczynski            |
| 18 | 6         | Isoliert an der Oberfläche, aber darunter verbunden                      | Isolated Above, Connected Below                               | 5. Mai 2017          | 5. Mai 2017                                | Lana Wachowski | Lana Wachowski & J. Michael Straczynski            |
| 19 | 7         | In meinem Herzen ist kein Platz für Hass                                 | I Have No Room In My Heart For Hate                           | 5. Mai 2017          | 5. Mai 2017                                | James McTeigue | Lana Wachowski & J. Michael Straczynski            |
| 20 | 8         | Genau eine Kugel                                                         | All I Want Right Now Is One More Bullet                       | 5. Mai 2017          | 5. Mai 2017                                | Dan Glass      | Lana Wachowski & J. Michael Straczynski            |
| 21 | 9         | Was Familie eigentlich bedeutet                                          | What Family Actually Means                                    | 5. Mai 2017          | 5. Mai 2017                                | Lana Wachowski | Lana Wachowski & J. Michael Straczynski            |
| 22 | 10        | Wenn die Welt eine Bühne ist, ist Identität nichts weiter als ein Kostüm | If All the World’s a Stage, Identity Is Nothing But A Costume | 5. Mai 2017          | 5. Mai 2017                                | Tom Tykwer     | Lana Wachowski & J. Michael Straczynski            |
| 23 | 11        | Du willst einen Krieg?                                                   | You Want a War?                                               | 5. Mai 2017          | 5. Mai 2017                                | Lana Wachowski | Lana Wachowski & J. Michael Straczynski            |
| 24 | 12        | Amor Vincit Omnia                                                        | Amor Vincit Omnia                                             | 8. Juni 2018         | 8. Juni 2018                               | Lana Wachowski | Lana Wachowski & David Mitchell & Aleksandar Hemon |

## Filmmusik
Die Filmmusik von Johnny Klimek und Tom Tykwer wurde durch den MDR-Rundfunkchor und das MDR-Sinfonieorchester unter der Leitung von Kristjan Järvi eingespielt.

## Kritiken
Andreas Borcholte von Spiegel Online befand nach Sichtung der ersten drei Folgen, dass die Wachowskis „endlich zu alter Form zurückfinden“. Der Autor vermutet, dass das Serienformat den ausufernden Ideen der Wachowskis in die Hände spielt: „Dass sie nun zwölf Stunden Zeit haben, ihr Panorama einer globalen Gesellschaft zu entfalten, tut der Erzählung gut. Auch die vermutlich ordnende Hand von Story-Supervisor J. Michael Straczynski sorgt dafür, dass es den Wachowskis gelingt, mit ihrem Lieblingsthema Geschlechteridentitäten wirklich in die Tiefe zu gehen.“ Auch wenn noch viele Fragen offen bleiben, bleibt der Rezensent zuversichtlich: „Sehr dubios das alles. Und natürlich gibt es trotzdem noch genügend Möglichkeiten, dieses ambitionierte Ding bis zum Ende der Staffel an die Wand zu fahren. Abwarten. Bis auf Weiteres aber freut man sich über das Comeback der Wachowskis mit einer spannenden, gesellschaftsrelevanten Geschichte und ein Ensemble weitgehend unverbrauchter Seriendarsteller.“

## Auszeichnungen (Auswahl)

### Auszeichnungen
- 2016: GLAAD Media Award: Outstanding Drama Series[7]

### Nominierungen
- 2017: Primetime Emmy Awards: Outstanding Cinematography for a Single-Camera Series (One Hour)[8] für die Folge Obligater Mutualismus (Staffel 2, Folge 3)
- 2018: GLAAD Media Award: Outstanding Drama Series[9]